# Lake Hemet
Der Lake Hemet (auch Hemet Reservoir) ist ein Stausee im Riverside County im US-Bundesstaat Kalifornien. Er verfügt über eine Kapazität von 17.000.000 m³ Wasser und wurde im Jahr 1895 durch den Bau der Staumauer Hemet Dam gebildet. Der See befindet sich in Besitz und Verwaltung des Lake Hemet Municipal Water Districts (LHMWD).

## Geografie
Auf einer Höhe von 1323 m gelegen, befindet sich der Lake Hemet in den San Jacinto Mountains. Er ist Teil des San Bernardino National Forests; die nächstgelegenen Orte sind die Gemeinden Mountain Center und Idyllwild-Pine Cove nördlich des Sees. Am Lake Hemet führt die California State Route 74 entlang, über die in westlicher Richtung die gleichnamige Stadt Hemet im San Jacinto Valley und in östlicher Richtung das Coachella Valley erreichbar sind.

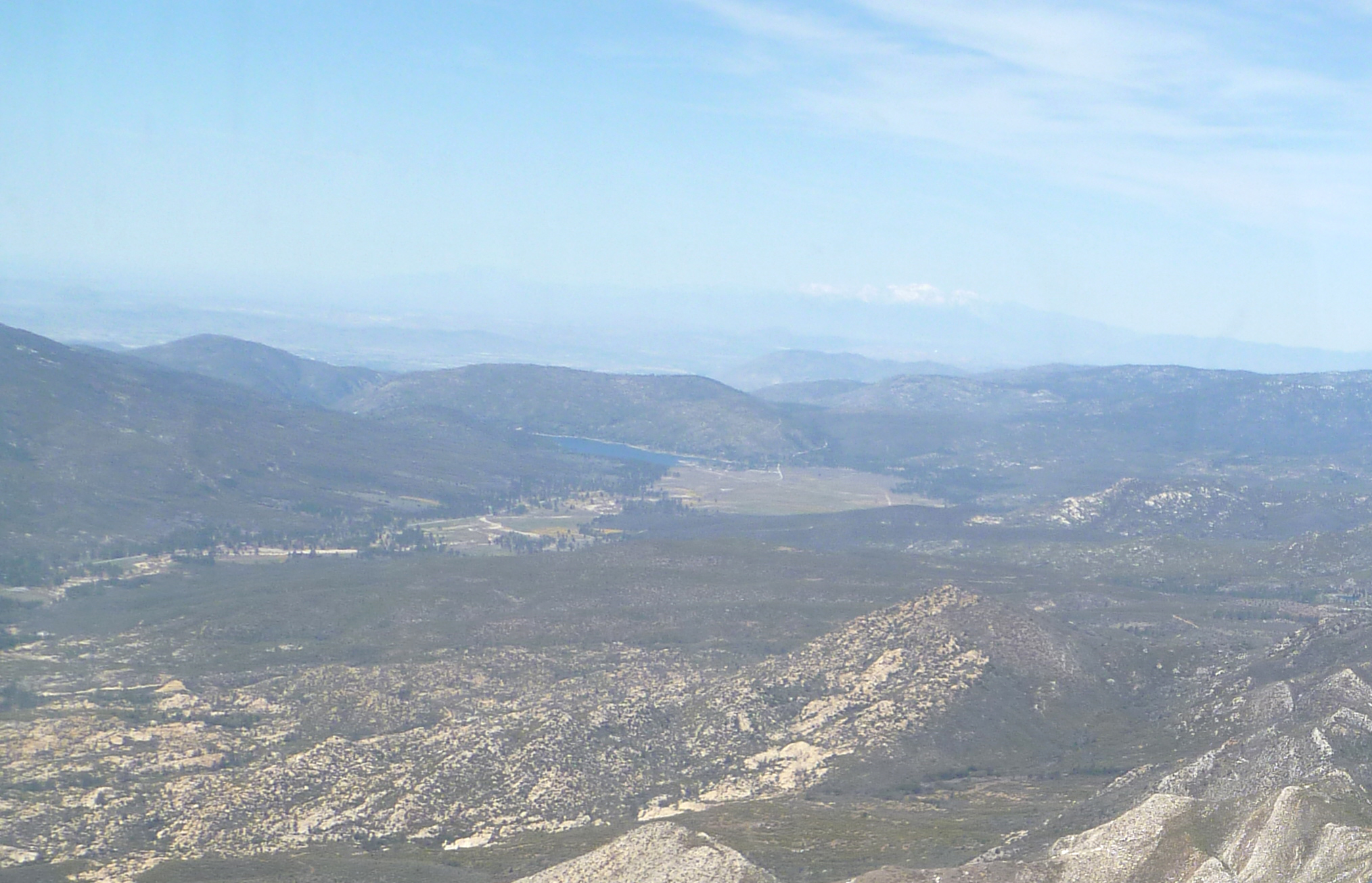
Lake Hemet vom Anza Pass (2591 m) aus betrachtet

Der See verfügt über eine Speicherkapazität von 17.000.000 m³ und eine Wasseroberfläche von 1,9 km² mit einer 19 km langen Uferlinie. Das Einzugsgebiet misst 174 km².
Von der Bevölkerung wird der Lake Hemet hauptsächlich zum Angeln genutzt, da in ihm verschiedene Fischarten wie Regenbogenforellen (Oncorhynchus mykiss), Getüpfelte Gabelwelse (Ictalurus punctatus), Blaue Sonnenbarsche (Lepomis macrochirus) und Forellenbarsche (Micropterus salmoides) vorkommen. Weitere Aktivitäten sind Bootfahren, Picknicken, Wandern und Camping in der Umgebung.
Der Lake Hemet Municipal Water District stellt das gespeicherte Wasser einer geografisch vielfältigen Gegend zur Verfügung, die Teile der Städte Hemet und San Jacinto, aber auch das abgelegene Garner Valley in 1400 m Höhe umfasst.

## Geschichte
Ab dem Jahr 1887 begann sich das San Jacinto Valley zu entwickeln, als die Lake Hemet Water Company und die Hemet Land Company von Edward L. Mayberry, William F. Whittier und ihren Geschäftspartnern gegründet wurden. Die beiden Gesellschaften erlaubten den Erwerb von Land- und Wasserrechten von den Tälern des San Jacinto Rivers bis zum Westende des Garner Valleys in den San Jacinto Mountains.
Am 6. Januar 1891 erfolgte durch die Lake Hemet Water Company die Grundsteinlegung für den Hemet Dam. Als die Staumauer im Jahr 1895 fertiggestellt war, war sie mit 37,3 m die höchste feste Staumauer der Welt – ein Titel, den sie erst im Jahr 1911 an die Theodore-Roosevelt-Staumauer in Arizona abgeben musste. 1923 hatte der Hemet Dam durch Ausbauarbeiten eine Höhe von 41 m erreicht.
Die Eröffnung der von der Pazifikküste nach Palm Desert verlaufenden California State Route 74 im Jahr 1932 war entscheidend für die Entwicklung des Lake Hemets als Erholungsgebiet.
Der Lake Hemet Municipal Water District wurde am 27. September 1955 gebildet und übernahm so mithilfe von Erträgen aus Anleiheverkäufen die Aufgaben der Lake Hemet Water Company.
Die Kunden des Lake Hemet Municipal Water Districts werden heute von einem öffentlich gewählten Rat mit fünf Vorsitzenden in fünf Abteilungen repräsentiert. Insgesamt werden so schätzungsweise 13.800 Haushaltskunden und 51 Landwirtschaftsbetriebe in einem 67 km² großen Gebiet vertreten.